# 104省道 (河南省)
河南104省道，名称为郑州－沁阳公路，简称郑沁线，是一条河南省的省级干线公路，为河南省道网络中规划的4条省会放射线之一。104省道起点位于郑州市西北部郑州高新技术产业开发区的科学大道与西四环的互通立交，途经郑州市和焦作市两座省辖市，以及荥阳市、武陟县、博爱县、沁阳市四座县级行政区，终点止于沁阳市常平乡。

## 路线
104省道原线为起自郑州市花园口，沿郑州黄河公路大桥跨越黄河后，至原阳县桥北乡后转向西北，经武陟县、博爱县后止于沁阳市常平乡与山西省交界处。后随着《国家公路网规划》（2013年—2030年）和《河南省普通省道网规划调整方案》（2013-2030年）的出台调整，原阳至博爱段调整为 327国道，104省道郑州段则改经荥阳市，不再途径原阳县，同时焦作段线路也进行了一定调整。

### 郑州段

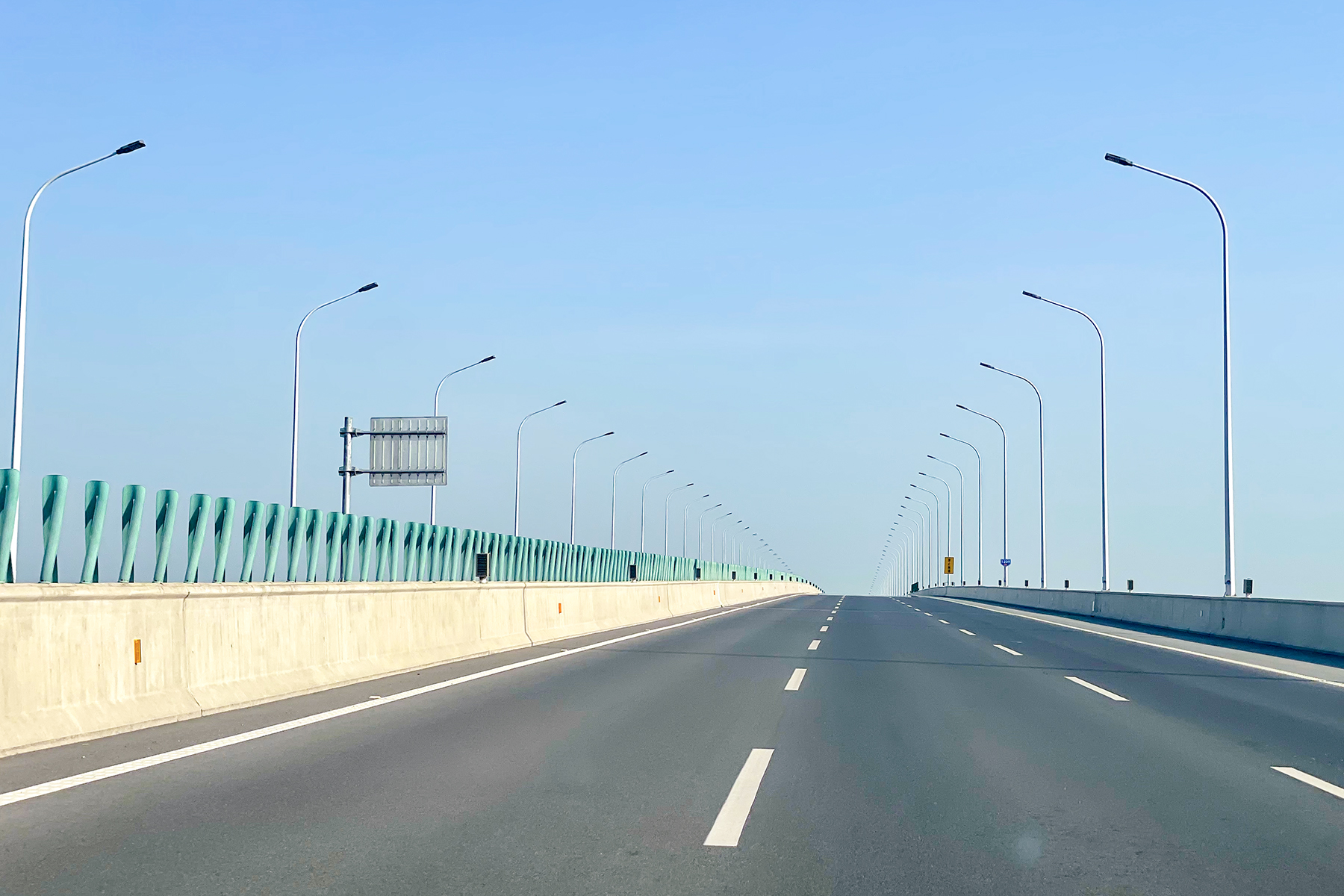
焦郑黄河大桥，与234国道共线

104省道起点位于郑州市科学大道与西四环的互通立交，沿科学大道继续向西至与 234国道相交处转向北，并与 234国道共线，途经荥阳市高村乡后经焦郑黄河大桥跨越黄河。
104省道郑州段为双向六车道，主要相交或互通的公路干线有：
- 郑州绕城高速（科学大道出口）
- 234国道

### 焦作段
104省道焦作段路线途径武陟县、博爱县与沁阳市，在武陟县境内经大虹桥乡和小董乡，在博爱县境内经孝敬镇、磨头镇、许良镇，以上路线途经现有县道及乡道，至许良镇后，接2013年之前的104省道原线，经沁阳市常平乡后止于河南与山西两省交界处。
104省道焦作段主要相交或互通的公路干线有：
- 207国道
- 327国道
- 307省道